# María Zarattini
María Zarattini Dan (Padua, 1955-Ciudad de México, 21 de abril de 2019) fue una escritora y guionista italiana radicada en México.
Comenzó en trabajar en México gracias a la fotonovela Rutas de Pasión. Realizó toda su carrera en la televisión para Televisa.

## Trayectoria

### Historias originales
- Mentir para vivir (2013)[7]
- La fuerza del destino[8] (2011)[9]
- Pasión (2007-2008)
- Alborada (2005-2006)[10]
- Triángulo (1992)
- Balada por un amor (1989-1990)
- El camino secreto (1986-1987) con José Rendón no acreditada
- De pura sangre (1985-1986)
- Tú o nadie (1985)
- Al final del arco iris (1982) con José Rendón
- Al rojo vivo (1980-1981) con José Rendón

### Adaptaciones
- Si Dios me quita la vida (1995) con Vittoria Zarattini - Historia original de Marissa Garrido
- Corazón salvaje (1993-1994) - Historia original de Caridad Bravo Adams
- Destino (1990) segunda parte con Vittoria Zarattini - Historia original de Fernanda Villeli y Marissa Garrido
- Bodas de odio (1983-1984) - Historia original de Caridad Bravo Adams
- Primera parte de Los ricos también lloran (1979-1980) - Historia original de Inés Rodena
- Lágrimas negras (1979) - Historia original de Inés Rodena

### Nuevas versiones reescritas por ella misma
- Sortilegio (2009) (Tú o nadie)[11]
- Amor real (2003) (Bodas de odio)
- La jaula de oro (1997) (De pura sangre)

### Nuevas versiones reescritas por otros
- Cabo (2022-2023) (Tú o nadie y Acapulco, cuerpo y alma) - Escrita por José Alberto Castro y Vanesa Varela
- Los ricos también lloran (2022) (Los ricos también lloran) - Escrita por Esther Feldman y Rosa Salazar Arenas
- Lo que la vida me robó (2013-2014) (Bodas de odio) - Escrita por Juan Carlos Alcalá, Rosa Salazar Arenas, Fermín Zúñiga y Jorge Cervantes
- Amor bravío (2012) (De pura sangre) - Escrita por Martha Carrillo, Cristina García y Denisse Pfeiffer
- La verdad oculta (2006) (El camino secreto y Al final del arco iris) - Escrita por José Rendón, Ramón Larrosa y Lorena Medina su crédito como coautora no apareció en los créditos.
- El precio de tu amor (2000) (Al rojo vivo) - Escrita por Jaime García Estrada y Orlando Merino
- Acapulco bay (1995) (Tú o nadie) - Escrita por Mark James Gerson
- Acapulco, cuerpo y alma (1995-1996) (Tú o nadie) - Escrita por Eric Vonn

## Premios y nominaciones

### Premios TVyNovelas
| Año  | Categoría                   | Telenovela            | Resultado |
| ---- | --------------------------- | --------------------- | --------- |
| 2014 | Mejor guion o adaptación    | Mentir para vivir     | Nominada  |
| 2012 | Mejor guion o adaptación    | La fuerza del destino | Ganadora  |
| 2008 | Mejor historia o adaptación | Pasión                | Nominada  |
| 2004 | Mejor escritor              | Amor real             | Ganadora  |
| 1994 | Mejor escritor              | Corazón salvaje       | Ganadora  |
| 1991 | Mejor escritor              | Destino               | Ganadora  |
| 1986 | Mejor escritor              | De pura sangre        | Ganadora  |
| 1986 | Mejor escritor              | Tú o nadie            | Nominada  |

### TV Adicto Golden Awards
| Año  | Categoría               | Telenovela            | Resultado |
| ---- | ----------------------- | --------------------- | --------- |
| 2004 | Mejor adaptación        | Amor real             | Ganadora  |
| 2006 | Mejor historia original | Alborada              | Ganadora  |
| 2007 | Mejor historia original | Pasión                | Ganadora  |
| 2012 | Mejor historia original | La fuerza del destino | Ganadora  |
| 2013 | Mejores libretos        | Mentir para vivir     | Ganadora  |

### Califa de Oro
| Año                       | Categoría | Telenovela | Resultado |
| ------------------------- | --------- | ---------- | --------- |
| 2003                      |           |            |           |
| Mejor guion de televisión | Amor real | Ganadora   |           |

### Círculo Nacional de Periodistas en México (Sol de Oro)
| Año  | Categoría        | Trabajo   | Resultado |
| ---- | ---------------- | --------- | --------- |
| 2004 | Mejor adaptación | Amor Real | Ganadora  |